# Курган

Могила-святилище. Малюнок

Курга́н, також Могила — насип над стародавньою могилою; високий земляний, рідше кам'яний, насип над стародавнім похованням. Є різновидом поховальних пам'ятників, має форму земляного насипу, ізольоване округле підвищення, розташоване на рівнині з різко вираженою підошовною лінією, має штучне походження.

## Етимологія
Курган
Згідно з етимологічним словником української мови слово курган запозичене з половецької мови kurgan, що означає: твердиня, насипний вал, фортеця, висока могила. Слово є пов'язаним зі словом з перської мови gurxane, яке у свою чергу походить від gur — могила та xane — дім.
Могила
У козацьких думах, літературних творах та розмовній мові високі насипи на місці давніх поховань здавна називають могилами.
Згідно з етимологічним словником української мови слово могила має праслов'янське походження mogyla, що означало купа, яке в свою чергу походило від mogti — могти, що первісно значило тягти (стягувати до купи).

## Загальна характеристика

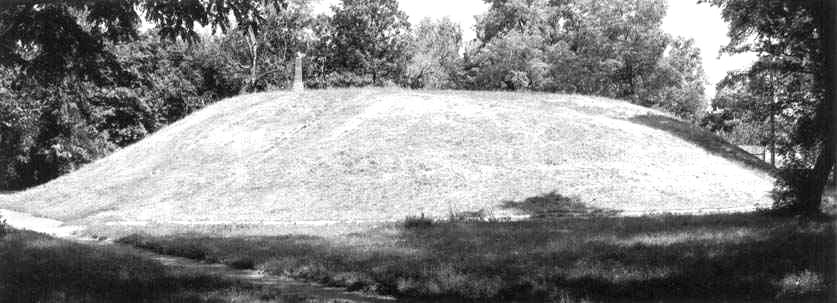
Чорна могила — одна з найвідоміших давньоруських могил. Україна

Чим більший пагорб, тим більше заслуг і слави в похованого. За своїми масштабами будівництво могил перевершило багато видів підземних споруд, охопивши десятки різних народів і кілька історичних епох (від VI тис. до н. е. до XIV—XVI ст.). Найбільше в Україні кімерійських, скіфських та сарматських могил. Могили мають переважно напівсферичну або конічну форми, з висотою до 20 м. Будівельним матеріалом для них служили ґрунт, брикети дерну, каміння. На відміну від інших підземних споруд, які зводилися в гірських масивах або у виробках під поверхнею землі, поховальні камери могил ставали «підземними» завдяки створенню насипу над ними. У деяких випадках могильна камера споруджувалася після зведення могили способом прохідницьких робіт.
Кургани-могили збереглися на всіх континентах (за винятком Австралії та Антарктиди), причому українське Північне Причорномор'я зосередило досить численну й представницьку їхню частину. Примітно, що перша відома згадка про могили причорноморських степів зроблена Геродотом у V ст. до н. е. У своїй «Історії» він розповідає, що місцеві жителі показали йому в гирлі Дністра величезну могилу, в якій, за переказами, були поховані останні кімерійські царі. Незважаючи на інтерес до могил шукачів скарбів, згадки про них в епоху середньовіччя були досить рідкісні. У середині XVII ст. турецький мандрівник Евлія Челебі (1611—1682) описав деякі могили України, у тому числі т. зв. «Пагорб Сулеймана», з вершини якого він бачив всю турецьку армію (свідчення значних розмірів кургану).

## Дослідження

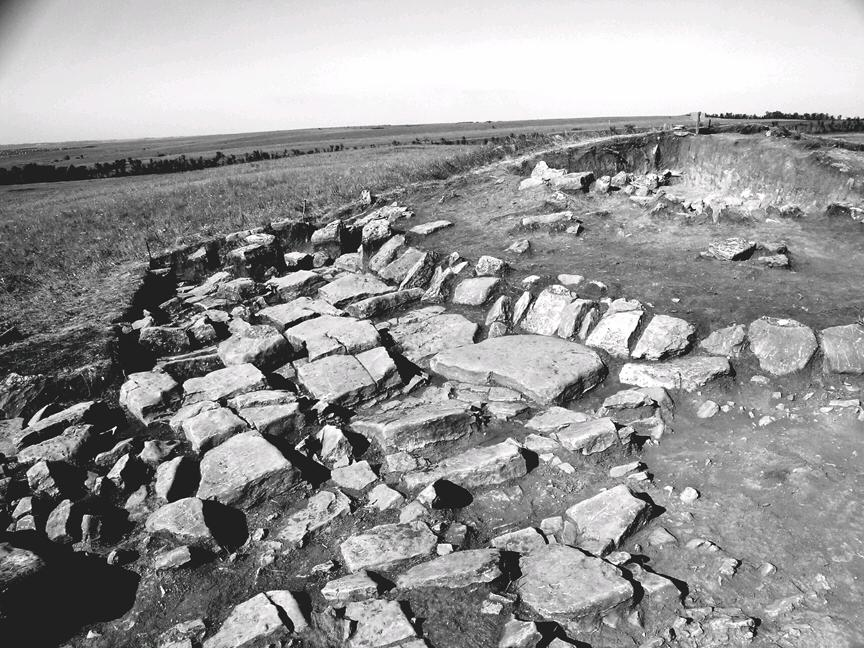
Степанівський курганний комплекс, Україна. Зовнішній вигляд кургану

Піонером у дослідженні слов'янської спадщини виявився ідеолог польського національно-визвольного руху, історик Йоахим Лелевель (1786—1861). Саме він у 1800 р., будучи ще студентом, образно використав символ могили й сформулював ідею, що надихнула цілу плеяду діячів польської культури:
«Наша батьківщина лежить у могилі. Ми… повинні трудитися над тим, щоб скинути навалений над нею пагорб і витягти лежачий під ним попіл Фенікса — нашої Батьківщини».
Могили згадувалися в рядках Олександра Пушкіна й Адама Міцкевича, вони склали важливу частину символіки в поезії Тараса Шевченка (образ козацької могили).
Першим ідею опису й вимірів «всіх більших могил» висунув у 1818 р. білоруський учений З. Ходаковський. Детальну програму дослідження могил від Дунаю до Волги розробив і представив у 1837 р. в Товариство історії й стародавностей український та російський етнограф Вадим Пассек (1808—1842). Мета пропонованої роботи полягала в тому, щоби «відкрити новий шлях для історичних досліджень про ті століття, для яких не існує літопису». Це закладало основи нової науки — археології, що як історичні джерела розглядала не письмові свідчення, а пам'ятники матеріальної культури.
До середини XIX ст. дослідження могил мали переважно описовий і картографічний характер. Населення України завжди зв'язувало могили з похованнями, вважаючи їх козацькими могилами, однак учені висували й інші версії: оборонні споруди, спостережні пункти, визначники сторін світу, стародавні святилища, храми та ін. Різноманіттю думок сприяла та обставина, що у більшості обстежених могил один бік був завжди крутішим від протилежного, причому крутий схил був обов'язково звернений до півночі. Пізніше було встановлено, що це явище не рукотворне, а природне. З південного боку насипу, швидше танув сніг (іноді кілька разів на рік), поступово розмиваючи й подовжуючи саме цей схил. За тисячоліття крутизна схилів і форма основи істотно видозмінювалися.
Перші розкопки причорноморських могил провів на початку 1850-х років генерал і археолог Олексій Уваров (1825—1885), використовуючи як землекопів солдат. З другої половини XIX ст. починається лавиноподібне зростання розкопок могил на терені України, знахідки з яких поповнили найкращі музеї Російської імперії. Більшість розкопок на території України (понад 500 могил) виконувалися під керівництвом професора Варшавського, а потім Московського університетів Дм. Я. Самоквасова (1843—1911). Після завершення розкопок групою Д. Я. Самоквасова, великі могили відновлювалися у попередньому вигляді. Це були перші випадки відновлення могил у світовій практиці, які, на жаль, одержали лише обмежене поширення.
В останні десятиліття XIX ст. були проведені масштабні розкопки скіфсько-сарматських могил українських степів, які проводив професор Петербурзького університету М. І. Веселовський (1848—1918). Його археологічні експедиції істотно поповнили фонди Ермітажу й склали джерельну базу для вивчення скіфо-сарматського світу. Особливо варто виділити розкопки могил епохи бронзи, проведені на початку ХХ ст. В. О. Городцовим (1860—1945) у Харківській і Катеринославській губерніях (досліджено 187 могил). Аналіз отриманих даних дозволив ученому вийти на виділення ямної, катакомбної й зрубної археологічних культур, які послідовно змінювали одна одну. Ця класифікація (періодизація) археологічних культур стародавнього світу одержала світове визнання. Відому скіфську могилу «Чортомлик» та ін. могили Січеславщини досліджував у 1862—1863 роках І. Є. Забєлін.
Протягом ХХ ст. були детально досліджені сотні великих могил українських степів. Так, 1924 року академік Д. І. Яворницький (1855—1940) досліджував могили катакомбної культури бронзової доби. Український археолог Б. М. Мозолевський (1936—1993) дослідив відому скіфську Товсту Могилу та віднайшов славнозвісну пектораль. Дослідження велися і в період німецької окупації України в роки Другої світової війни (за особливим наказом А. Гітлера).
Численні могильні знахідки поповнили скарбницю світової культури шедеврами творів мистецтва різних історичних епох і допомогли відтворити історію народів, що колись населяли землі України — від докімерійського, кімерійського, скіфського, сарматського до слов'янського періоду. Наймолодшій могилі на землях середнього Подніпров'я — 2,5 тисячі років. Більшість могил українських степів — до- та кімерійського часу (III—II тис. до н. е.), також є багато скіфських, менше — сарматських могил. Насипали могили й кочовики десятого-тринадцятого століть (печеніги, половці).

## Галерея

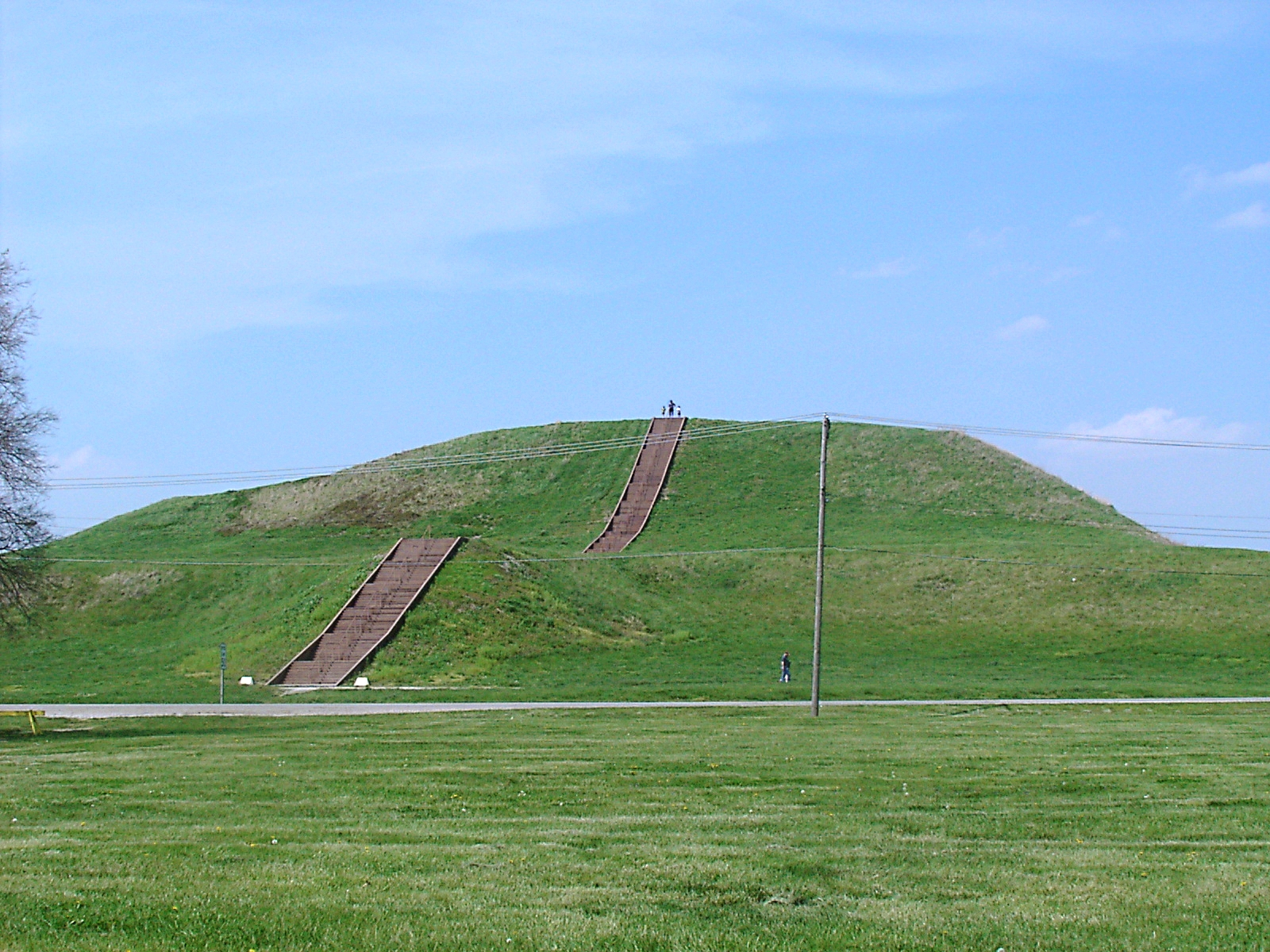
Монахів курган в Кахокії, США
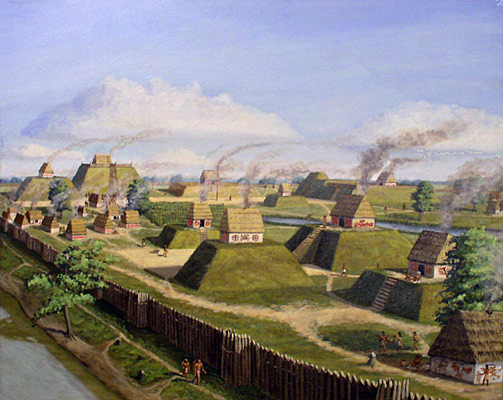
Реконструкція поселення на Кінкейдських горбах (Міссісіпська культура)
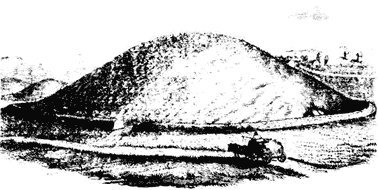
Скіфський курган в Вірменії
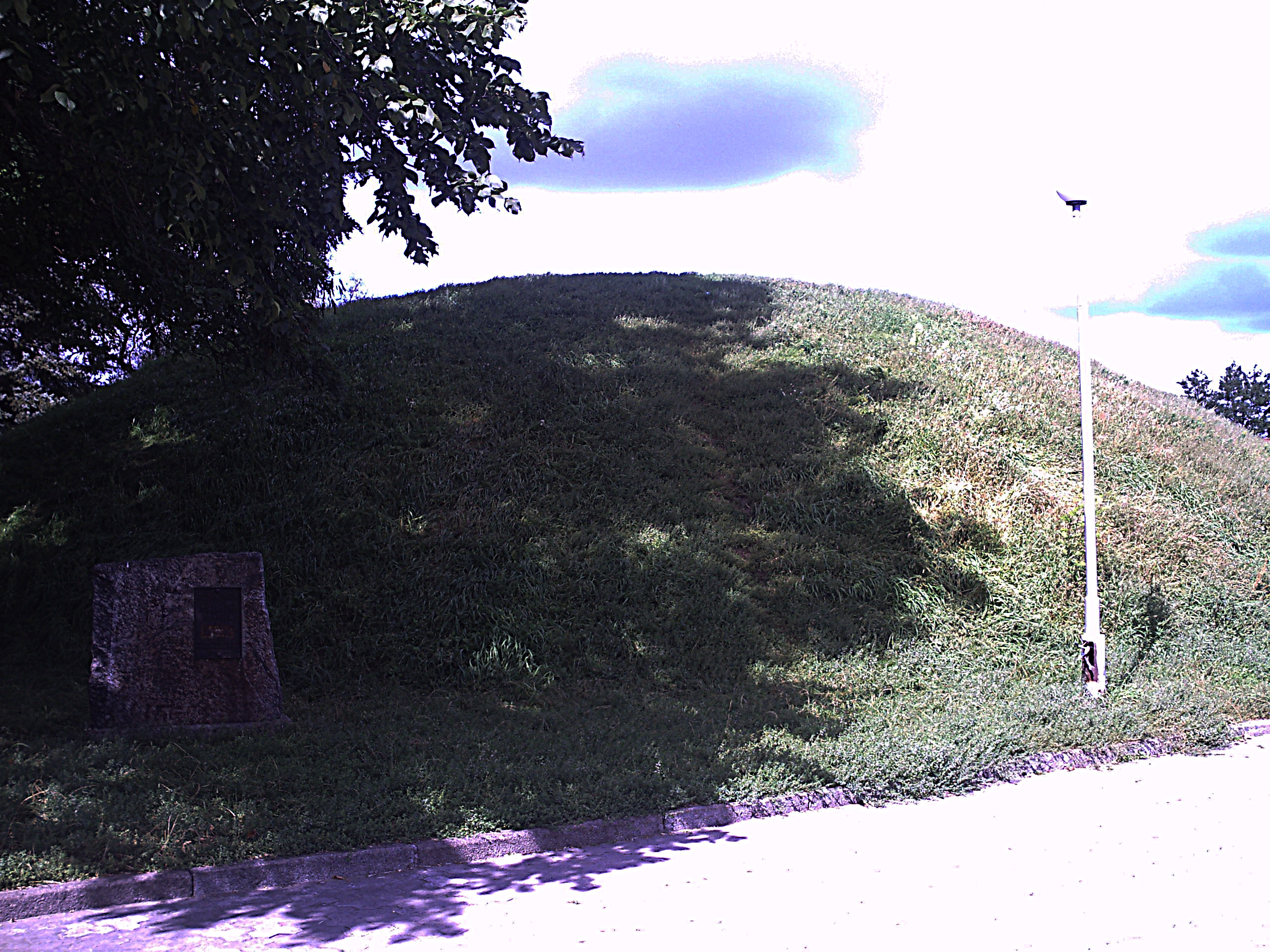
Курган «Гульбище»
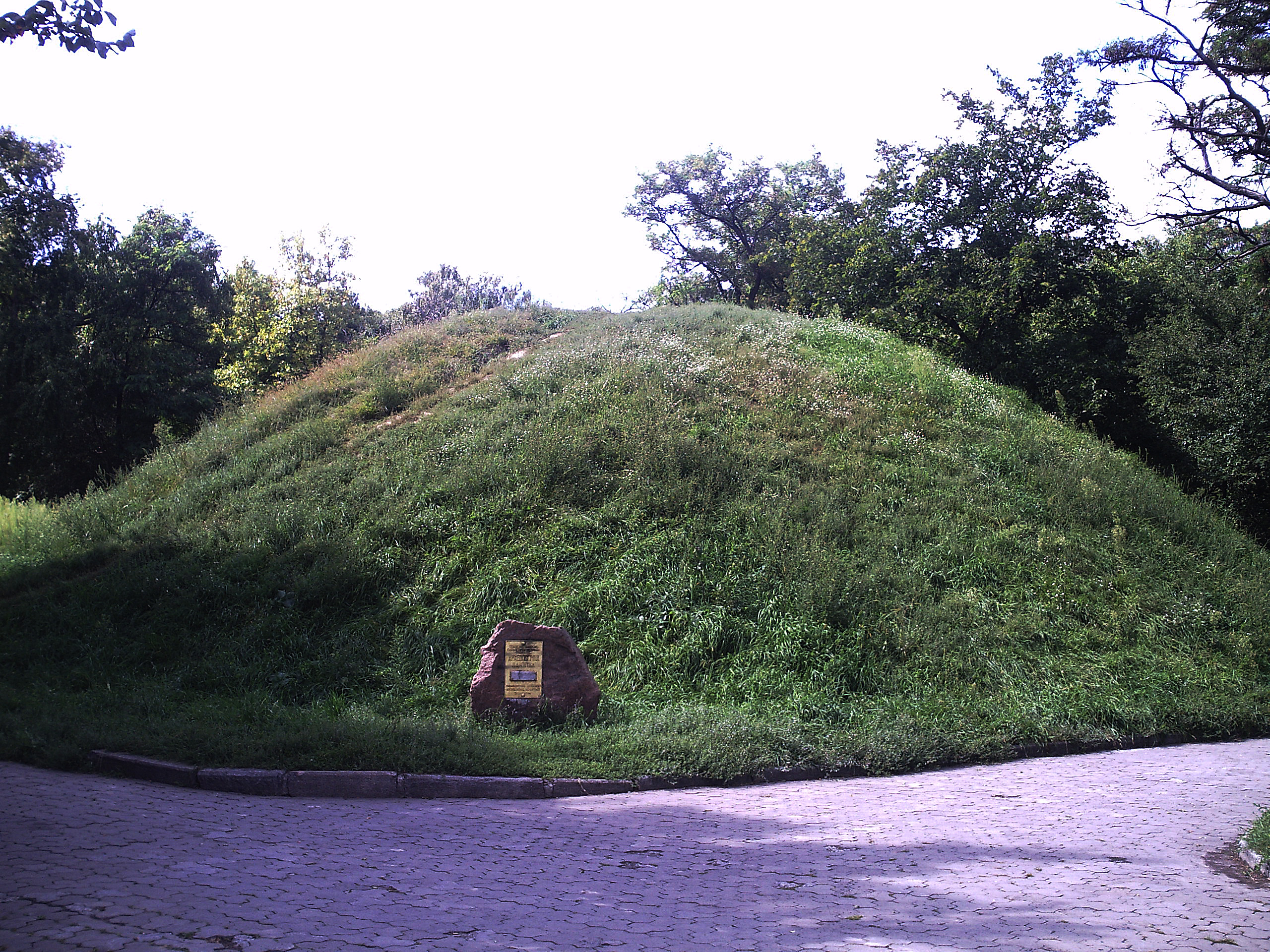
Курган «Безіменний»
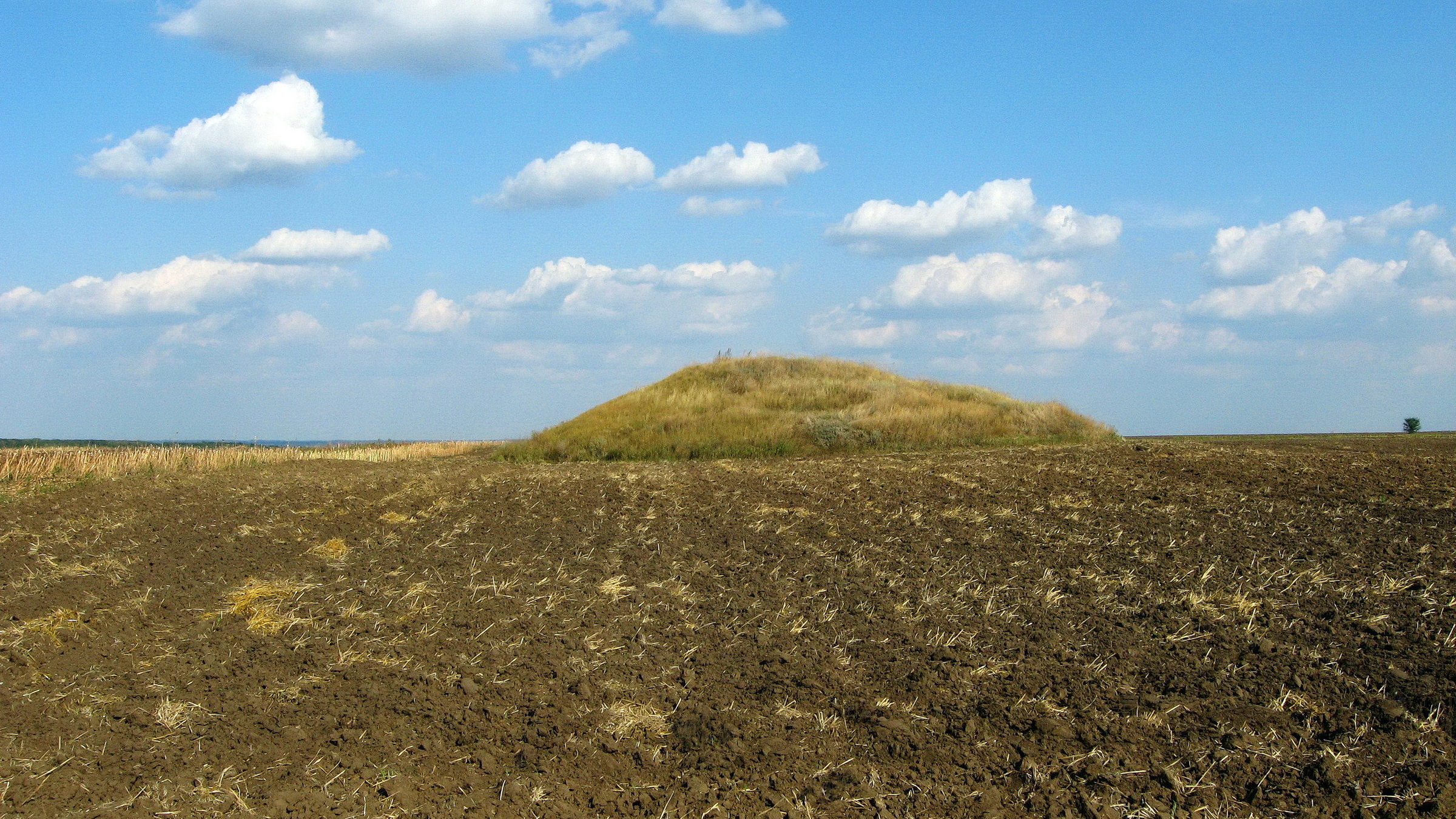
Курган посеред поля. Запорізька область
Курганний могильник в урочищі «Поруби» біля Пліснеська Львівської області Гравюра XIX ст. В. Січинського
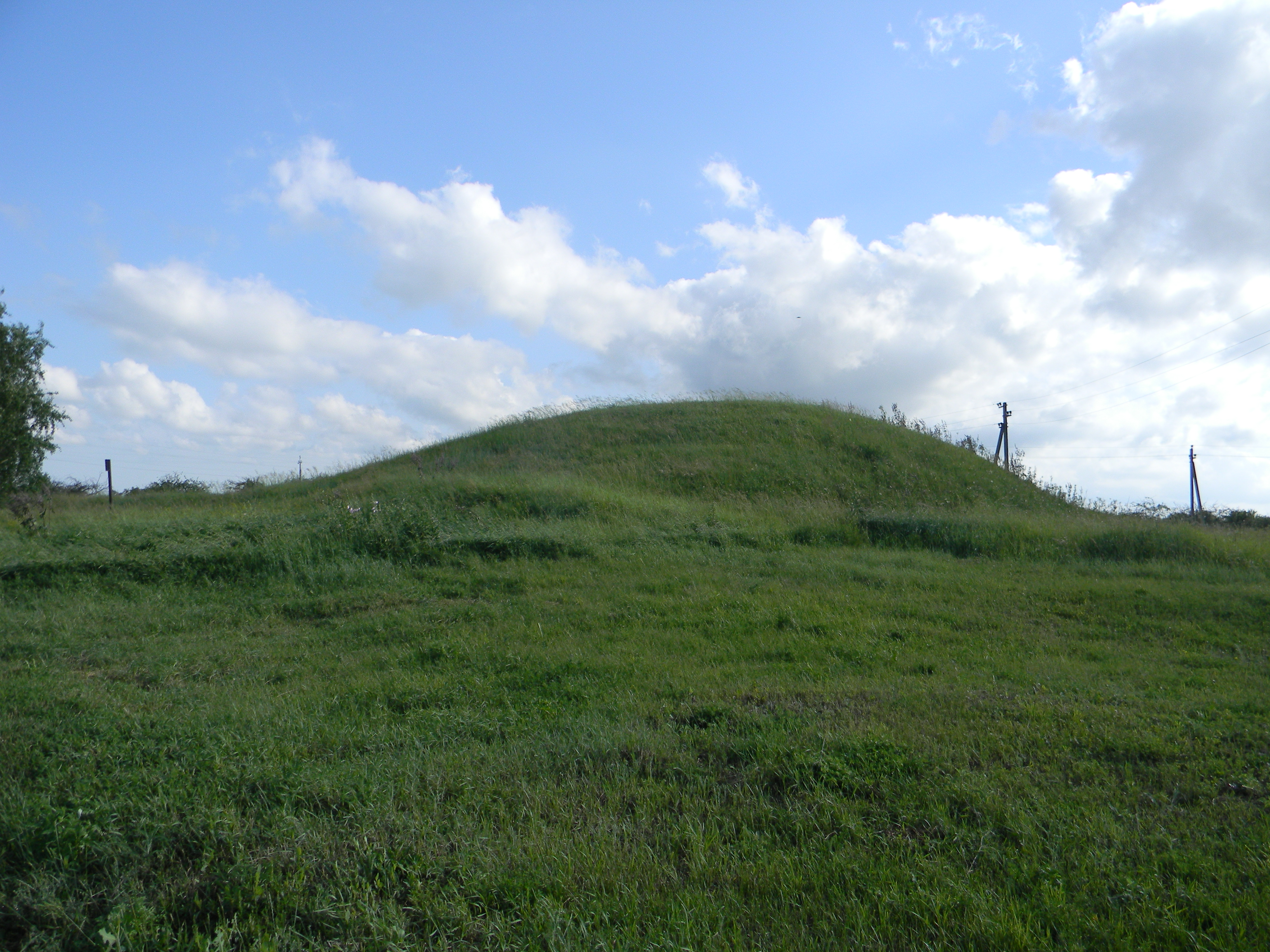
Шаулина могила в Носівці
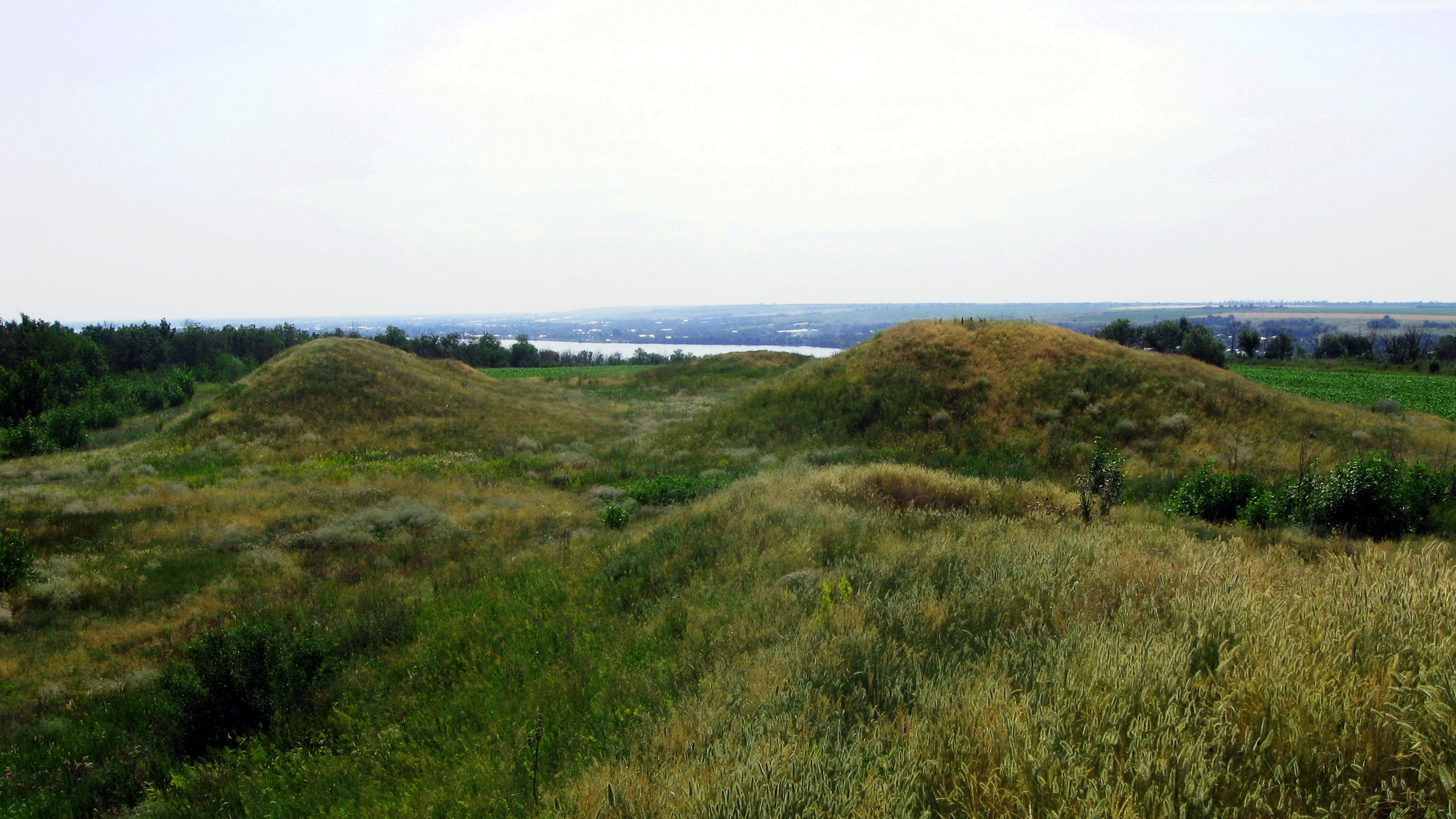
Мамай-гора